# Alguaire

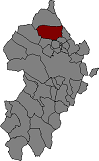
Localización de Alguaire en el Segriá

Alguaire es un municipio español de la provincia de Lérida, situado en la comarca catalana del Segriá. Está formado por las entidades de Alguaire y La Mata de Piñana.
En su término municipal se ubica el Aeropuerto de Lérida

## Historia
En documentos del siglo IX aparece citado ya el topónimo de Alguaire. La reconquista del lugar corrió a cargo de Ermengol VI de Urgel entre los años 1145 y 1147. Entre 1149 y 1151, Ramón Berenguer IV realizó la donación de estas tierras a los hospitalarios. En 1186, el rey Alfonso II de Aragón el Casto cedió a esta orden el castillo de Alguaire.
A partir de 1319, formó parte del Gran Priorato de Cataluña que más tarde se convirtió en baronía. En 1250 se fundó en la villa el convento de damas hospitalarias del que aún se conservan restos. La primera comunidad del convento estuvo formada por damas de la nobleza, incluyendo a su fundadora la marquesa de Guàrdia. El cenobio recibió numerosas donaciones en años posteriores, entre ellas el castillo de Casals cedido en 1424 por Alfonso V de Aragón. 
Aunque el convento de Alguaire era de clausura, las monjas de la comunidad seguían poseyendo su propia casa. En 1568 el papa Pío V intentó modificar esta costumbre e instaurar la plena clausura pero no tuvo éxito y las religiosas continuaron residiendo fuera del convento. Durante la Guerra de los Segadores la comunidad se trasladó el Palacio Episcopal de Lérida y no regresaron a Alguaire hasta 1653, encontrando el edificio en muy mal estado. Finalmente se trasladaron hasta Valldoreix aunque siguieron conservando los derechos de Alguaire hasta el fin de los señoríos.

## Geografía humana

### Demografía
Cuenta con una población de 2986 habitantes (INE 2024).
| Gráfica de evolución demográfica de Alguaire entre 1842 y 2021                                                        |
| |
| Población de derecho según los censos de población del INE. Población de hecho según los censos de población del INE. |

## Cultura
Quedan muy pocos restos del castillo y del convento de las hermanas hospitalarias. Se sabe que la iglesia del convento seguía en pie en 1774 pero se encuentra totalmente derruida. 
La iglesia parroquial de San Saturnino es una construcción de 1774 y se levantó en el lugar en el que se encontraba un primitivo templo románico. En la parte alta del pueblo se encuentra el Santuario de la Virgen del Merli. El origen de este santuario se encuentra en una iglesia visigótica restaurada por las monjas del convento de Alguaire en 1264. 
En su interior se encuentran unos murales, datados en el siglo XVI, en los que se relata un enfrentamiento entre las religiosas del convento y el condado de Urgel por el pago de unos tributos. Según la leyenda, el conde Ermengol X de Urgel quedó ciego en el momento de atacar el convento y sólo recuperó la visión al retirar el ataque. El edificio actual es obra de numerosas reformas y reconstrucciones. Está construido en piedra y consta de una nave con dos capillas laterales. La cubierta es de bóveda de cañón.
En la cima de una montaña se construyó en 1966 una imagen del Sagrado Corazón, sufragado por el pueblo de Alguaire. Es una construcción en hormigón que ha sido restaurada en diversas ocasiones. En 1996 la imagen quedó partida por la mitad debido a la caída de un rayo. En 1998 se colocó de nuevo completamente restaurada.
Alguaire celebra su fiesta mayor en el mes de septiembre. Durante el mes de mayo tiene lugar una feria que hasta 1960 fue de ganado y que se ha convertido en una actividad festiva.

## Economía
La principal actividad económica es la agricultura, destacando el cultivo de frutales. También son importantes los cultivos de cereales y hortalizas.
La industria textil ha tenido importancia en el municipio. La construcción en 1901 de una fábrica de hilaturas dio origen a la colonia y barrio de Mata de Pinyana. Siguen funcionando diversas industrias destacando una harinera y una dedicada a la fabricación de zumo de fruta.